# 처녀자리
처녀자리(라틴어: Virgo 뷔르고[*])는 하늘의 적도 부근의 비교적 큰 별자리로, 황도12궁 중 하나이다. 사자자리와 천칭자리 사이에 놓여 있으며, 별자리의 가장 밝은 별인 스피카를 중심으로 쉽게 찾을 수 있다. 추분점 이 별자리에 있다.
동아시아의 별자리에서는, 청룡의 첫 번째와 두 번째 별자리인 각수와 항수, 동태미원에 해당한다.

## 별과 천체
처녀자리는 종종 두 개의 밀 이삭을 갖고 있는 것으로 묘사되는데, 그 중 하나가 가장 밝은 스피카(Spica, α Vir)가 된다. 스피카는 북두칠성의 국자로부터 목동자리의 '아크투르스'에 이르는 곡선을 연장하면 쉽게 찾을 수 있다.
이 밖에 밝은 별들은 다음과 같다.
- 처녀자리 β (β Virginis: Zavijava)
- 처녀자리 γ (Porrima)
- 처녀자리 δ (Auva)
- 처녀자리 ε (Vindemiatrix)

비교적 어두운 별들에도 별칭이 있으며, 다음과 같다.
- 처녀자리 ζ (Heze)
- 처녀자리 η (Zaniah)
- 처녀자리 ι (Syrma)
- 처녀자리 μ (Rijl al Awwa)

처녀자리 70 별은 초기에 알려진 태양계외 행성계로, 목성의 7.5배 질량의 행성이 확인되었다.
처녀자리 HW 별은 대한민국이 발견한 최초의 쌍성주위 행성계이다.
- 펄사 PSR B1257+12 : 잘 알려진 펄사로, 980광년 떨어져 있다. 3개의 펄사 행성이 있다.

### 은하단

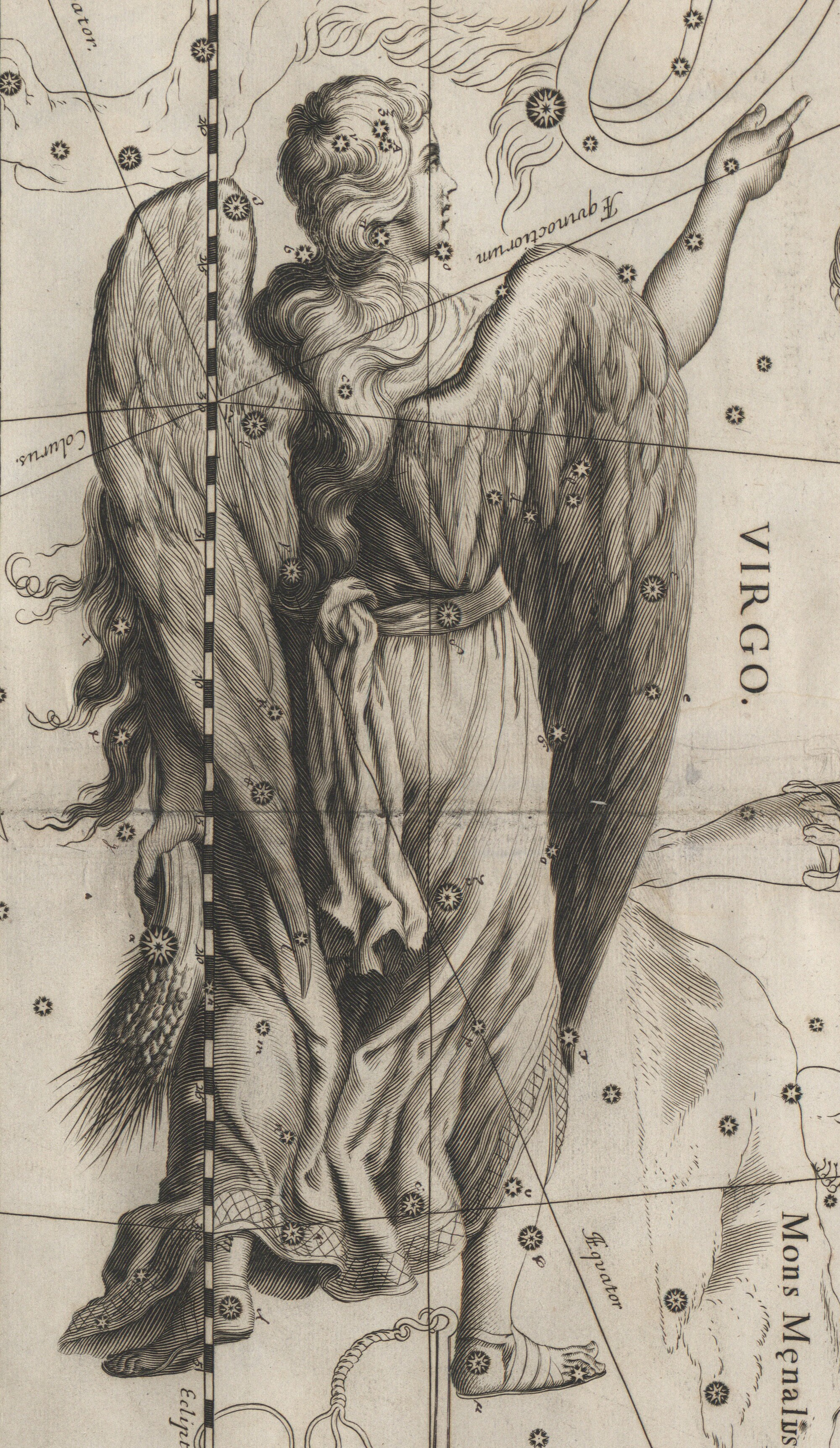
헤벨리우스 성도의 처녀자리
천구 바깥에서 본 그림으로, 좌우가 바뀌었다.

처녀자리는 경계 부근에 은하단(처녀자리 은하단: Virgo cluster)이 처녀자리 ε별(Vindemiatrix) 서쪽 5° ~ 10°의 경계 부근에 있어서 특히 은하계가 많은데, 대표적인 것들은 다음과 같다.

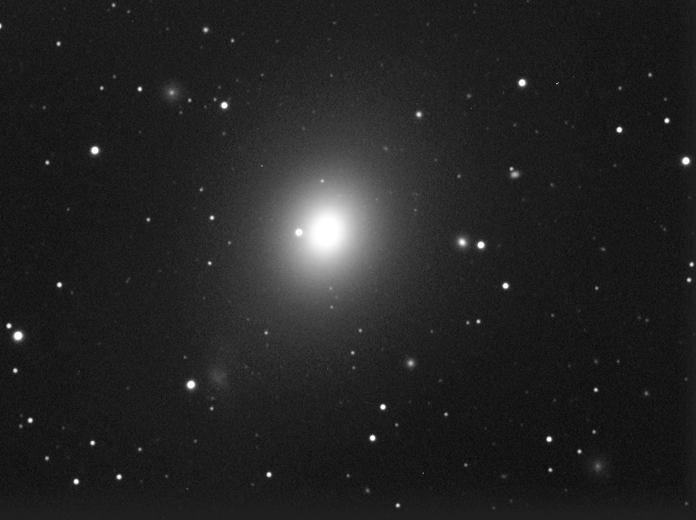
메시에 49 타원은하
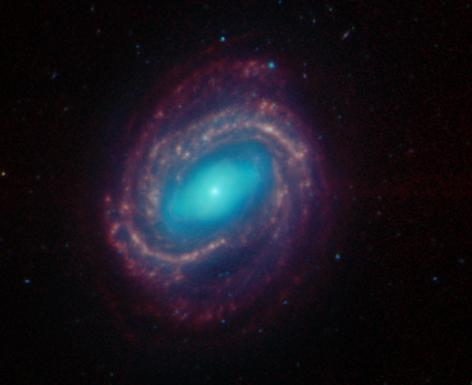
메시에 58 나선은하
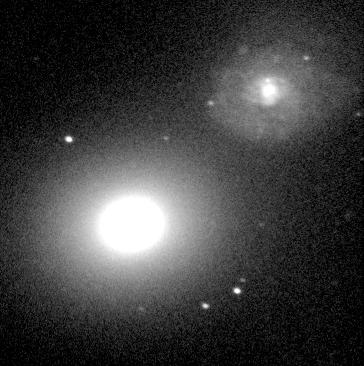
메시에 60 타원은하
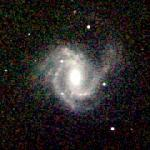
메시에 61 나선은하
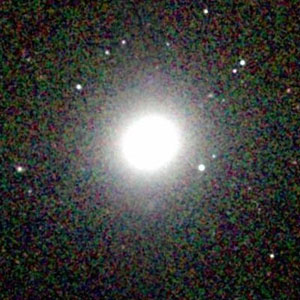
메시에 84 렌즈형은하
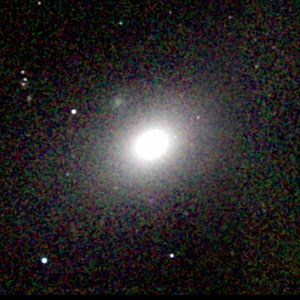
메시에 86 렌즈형은하
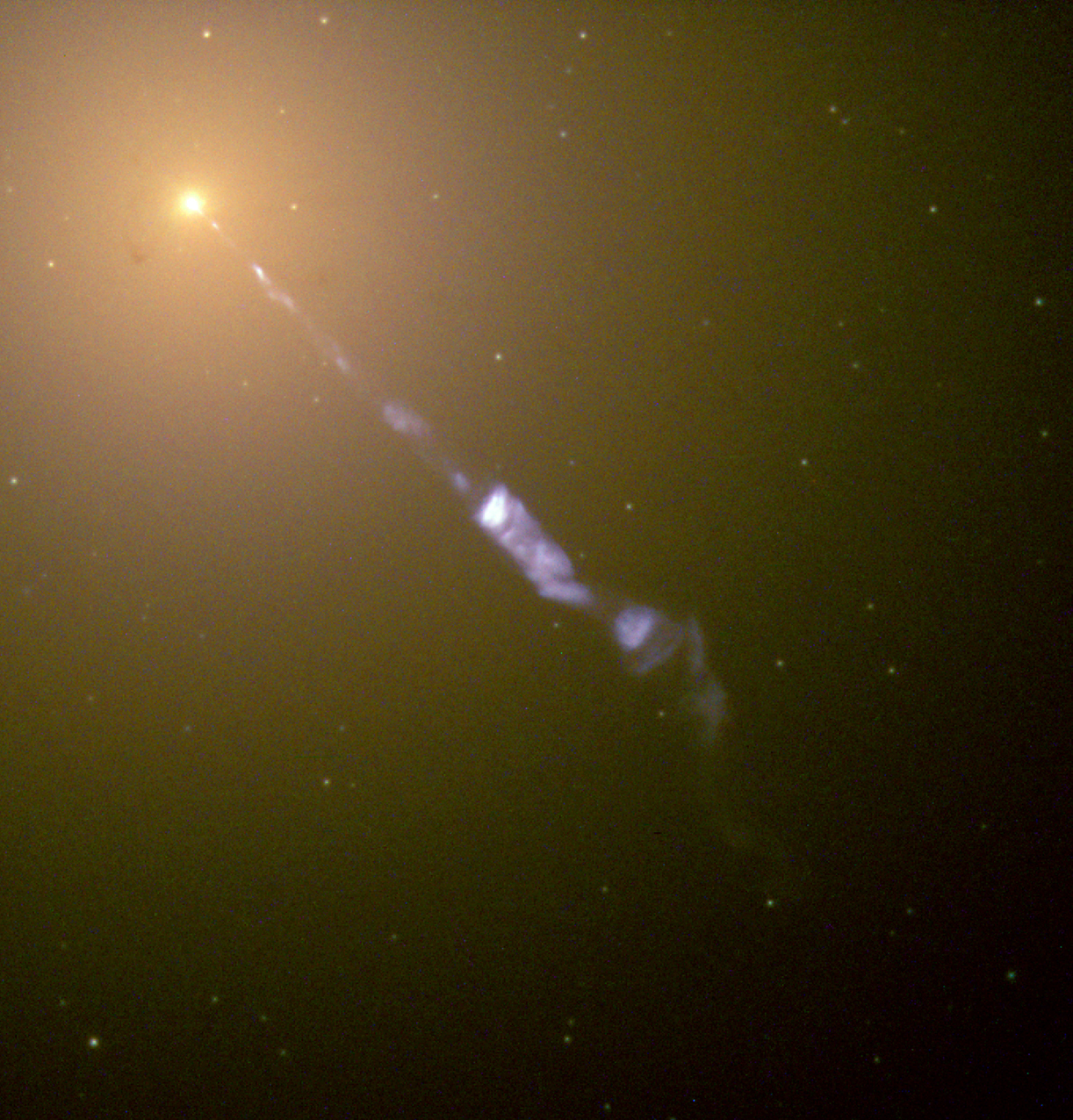
메시에 87 타원은하
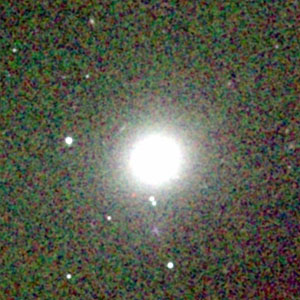
메시에 89 타원은하
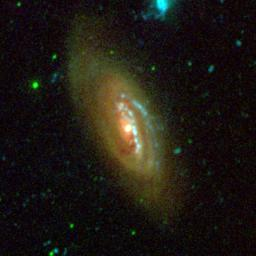
메시에 90 나선은하
메시에 104 나선은하

이 중에서 메시에 104(M104)는 솜브레로(맥고모자) 은하라고도 불리는 특이한 나선은하로, 처녀자리 은하단에는 속해 있지 않다. 스피카 서쪽 10°에서 찾을 수 있다.

### 추분점
세차운동의 효과로, 추분점(autumn equinox point)이 처녀자리 β별 부근의 천칭자리와의 경계 안쪽에 놓여 있다. 이는 천구의 적도가 황도와 만나는 두 점 중 하나로, 다른 하나인 춘분점은 물고기자리에 놓여 있다. 추분점은 2440년경에는 사자자리로 옮겨가게 된다.

## 신화와 역사
처녀자리가 정확히 누구를 뜻하는지는 정확하지 않다. 역사 속에서는 거의 대부분의 유명한 여신과 관련되었다. 이시타르(Ishtar), 이시스(Isis), 퀴벨레(Cybele), 성모 마리아, 아테나(Athena) 등이 그 예이다. 처녀자리는 큰곰자리, 작은곰자리와 함께 칼리스토의 전설의 일부가 되어 칼리스토나 헤라로 여겨지기도 했다. 페르세포네가 언급되기도 하는데, 그녀가 지하세계로부터 올라오는 시기라고 믿어지는 봄에 처녀자리를 볼 수 있다. 페르세포네는 일부 신화, 특히 엘레우시스 신비 가르침에서는 데메테르로 여겨졌다.
일부 해석에서는, 이 별자리는 제우스신과 테미스(Themis)여신의 딸 아스트라이아(Astraea)로 묘사된다. 이는 아스트라이아는 정의의 여신으로 알려져 있으며, 정의의 저울인 천칭자리가 주변에 있기 때문이다. 아스트라이아는, 신들이 인간과 함께 사이 좋게 살다가 인간들이 다투기만 하여 한 명씩 떠날 때에 마지막으로 남아 있던 정의와 천문의 여신으로, 인간에게 정의를 가르쳤으나 결국 실망하여 스스로 하늘에 올라 별자리가 되었다고 한다.
또 대지의 여신 데메테르의 딸 페르세포네에관한 이야기도 있다. 페르세포네는 지하세계의 왕인 하데스의 마음을 사로잡을 정도로 아름다운 여인이었다. 페르세포네의 아름다움에 반한 하데스는 그녀를 납치하여 자신의 아내로 삼았다. 페르세포네는 지하세계에서 부족할 것 없는 생활을 하였지만 가끔씩 땅 위의 풍경들을 생각할 때면 깊은 슬픔에 잠기곤 하였다. 한편 페르세포네가 지하세계로 납치 된 후 딸을 잃은 데메테르는 비탄에 빠졌고 토지의 여신이 슬퍼하자 대지는 황폐해젔고 사람과 동물들이 살 수 없는 지경에 이르게 되었다. 신들의 왕인 제우스는 이를 방관할 수 없어 지하세계의 왕이자 자신의 형인 하데스를 설득하였다. 결국 제우스의 도움으로 페르세포네는 일년의 반 동안만 지하세계에 있고 나머지 반은 지상에서 어머니와 함께 지낼 수 있게 되었다. 딸을 만나게 되어 데메테르의 슬픔이 가시게 되면 땅은 다시 활기를 찾게 된다. 봄이 되면 동쪽 하늘로 떠오르는 처녀자리는 지하세계에서 지상으로 올라오는 페르세포네의 모습 인 것이다.

### 점성술
처녀자리는 서양의 점성술로는 8월 23일 ~ 9월 23일에 해당한다. 또한 단짝인 별자리는 황소자리로, 처녀자리는 하늘의 적도 부근의 비교적으로 큰 별자리이며,황도 12궁중 하나이다.